# Подвеска Кристи
Подвеска Кристи, или свечная подвеска, — вид независимой подвески с винтовой цилиндрической пружиной, изобретённый американским инженером Джоном Кристи для колёсно-гусеничных танков собственной конструкции. Динамический ход подвески Кристи оказался существенно большим по сравнению с традиционной рессорной подвеской, что позволило танкам иметь большую скорость перемещения по пересечённой местности и меньшую высоту (более низкий профиль). Подвеска Кристи была впервые использована им в танке M1928 и использовалась во всех разработках Кристи до самой его смерти в 1944 году.

## История создания
Кристи отстаивал концепцию лёгких быстроходных танков с большим запасом хода, предназначенных для прорыва линии обороны противника, уничтожения его материально-технического обеспечения, нарушения работы тыла и инфраструктуры, имевших классификацию в СССР как колёсно-гусеничные танки (к этому же типу, но несколько изменённой конструкции, относили американский танк Кристи, называемый «амфибия-танк»; Первые разработанные Кристи конструкции оказывались малопригодными для продвижения по пересечённой местности из-за ограниченных возможностей подвески, и во второй половине 20-х годов Кристи потратил много времени в поисках лучшего конструкторского решения для подвески. Основной проблемой был большой вертикальный размер пружины: для того, чтобы обеспечить 25-сантиметровый ход подвески, нужно было от 50 до 70 сантиметров пространства для размещения пружины и стойки, что не вписывалось в конструкцию его лёгких танков.

Решением проблемы стало применение коленчатого рычага («L»-образной формы)
, изменявшего движение пружины с вертикального на горизонтальное. Каток крепился на один конец коленчатого рычага, двигавшийся только по вертикали, изгиб рычага закреплялся на корпусе, а второй конец рычага соединялся с пружиной подвески, располагавшейся горизонтально внутри корпуса. При этом пружина могла быть достаточно длинной, чтобы обеспечить большой ход подвески: до 25 см у M1928, 35 см у M1930 и 60 см у M1932, вместо 10 см хода у первоначально использованной подвески.
Кристи продал свой танк (без башни) Советскому Союзу и Великобритании. Хотя при прыжке с трамплина у танка были повреждения, его купили для дальнейшей модификации.

## Изменяемость движителя
Другой интересной особенностью конструкции, разработанной Кристи, была её «изменяемость»: для передвижения по шоссе имелась возможность снять гусеницы и передвигаться только на катках. На шоссе этим достигалось несколько целей:
- увеличивалась скорость передвижения танка;
- увеличивалась дальность передвижения танка;
- уменьшался износ траков гусеницы, которые в 1930-е годы были достаточно хрупкими.

Кристи использовал покрытые резиной катки большого диаметра, равные по высоте гусенице, отказавшись от применения возвратных роликов. Поскольку траки гусеницы имели центральный гребень (направляющую), катки были спаренными, и гребень (направляющая) проходил между ними. Возможность передвигаться на катках существует только при относительно малом весе танка (менее 20 тонн) и только по дорогам с твердым покрытием. При росте боевой массы (танк заправлен топливом, водой и загружен боеприпасами) давление на грунт оказывается недопустимо высоким. Как вспоминал генерал-лейтенант Ветров А.А, «при движении по шоссе колонны танков со снятыми гусеницами их колеса оставляют на асфальте глубокую колею. Особенно же большому разрушению подвергаются асфальтированные дороги в жаркую пору, когда асфальт размягчен…» Дальнейшее развитие танков в СССР привело к созданию чисто гусеничных образцов (экспериментального А-32,впоследствии Т-34).
Напротив, применение толстого резинового покрытия по ободу катка — бандажа - стало общепринятой практикой в танкостроении, поскольку это значительно увеличивает срок службы траков гусеницы. Из-за нехватки резины в военное время некоторые заводы выпускали Т-34 с катками без резинового покрытия. Экипажи танков очень не любили такие цельностальные катки, поскольку при контакте катков с траками возникала значительная вибрация, передававшая на корпус и создававшая неприятный шум внутри танка. Вдобавок, излишняя вибрация приводила к повреждению оборудования танка, ослабляя крепление агрегатов и устройств. Когда ситуация с производством резины стала лучше, первый и пятый каток стали выпускать с резиновым ободом. В 1943 году производство цельнометаллических катков было полностью прекращено, и все танковые катки были оснащены резиновым бандажом. Ещё один вариант уменьшения вибраций был с внутренней амортизацией катка. Данный тип широко применялся на тяжелых танках.

## Применение
Наиболее известными танками, использовавшими подвеску Кристи, были советские быстроходные танки (БТ-2, БТ-5, БТ-7) и большей частью танки Т-34. Они использовали вариант конструкции подвески с вертикально закреплённой спиральной пружиной (в случае Т-34 пружина была размещена под небольшим углом).
Поскольку большие катки и «провисающая» гусеница (отсутствие поддерживающих катков) — хорошо заметные особенности конструкции Кристи, танки с торсионной подвеской, имеющие подобный внешний вид ходовой части, часто ошибочно называют танками с подвеской Кристи. На самом деле подвеска Кристи была применена в достаточно небольшом числе моделей:
- советские БТ-2, БТ-5, БТ-7, Т-29 и Т-34;
- английские быстроходные танки, включая Mk III, Mk IV, Mk.V, Crusader, Cromwell, Comet и Charioteer;
- некоторые экспериментальные модели итальянских танков;
- один из экспериментальных вариантов японского легкого танка Ке-Ни.
- Финский БТ-42 на базе советского БТ-7

## Недостатки
Пружинная (свечная) подвеска была проверенной и надёжной в работе, но имела и недостатки:
- она создавала продольные колебания, что затрудняло возможность вести прицельный огонь на ходу;
- шахты для пружин сильно стесняли внутренний объём
- вырезы под балансиры снижали бронестойкость бортов корпуса танка.

## Дальнейшее развитие
В СССР вопрос о разработке подвески, устраняющей перечисленные недостатки, был поднят ещё в сентябре 1940 года в связи с проектом по «большой» модернизации танка Т-34. 19 ноября 1940 года постановление Комитета обороны № 428 обязало НКСМ и НКО СССР к 1 января 1941 года предоставить предложения о переходе на производство танков Т-34 с новой ходовой частью с торсионной подвеской. Разработанный КБ завода № 183 проект торсионной подвески предусматривал использование существующих катков и балансиров. За счёт её применения объём боевого отделения увеличивался на 20 %, что позволило увеличить запас топлива до 750 литров и разместить его в трансмиссионном отделении. При этом масса самой подвески снижалась на 300—400 кг. Великая Отечественная война отменила эти планы, и торсионная подвеска впервые появилась только на новом танке Т-44, практически никак не связанным с Т-34 по конструкции.
Великобританией был куплен танк Кристи М1936, на котором были введены телескопические гидравлические амортизаторы, благодаря чему была устранена склонность подвески Кристи к продольным колебаниям корпуса, значительно повысилась плавность хода.
В 70-е годы XX века подвеска Кристи была применена на израильском танке Меркава, который эксплуатируется по сей день.